# Mariä Geburt (Istergiesel)
| Mariä Geburt, Istergiesel                                            |                                                                  |
|                                                                      |                                                                  |
| Turm, Frontportal mit Kirchenschiff und Bildstock auf dem Kirchplatz |                                                                  |
| Ort                                                                  | Istergiesel                                                      |
| Konfession                                                           | römisch-katholisch                                               |
| Diözese                                                              | Fulda                                                            |
| Patrozinium                                                          | Mariä Geburt                                                     |
| Baujahr                                                              | 1865, 1957 um einen Seitenanbau mit neuem Glockenturm erweitert. |
| Bautyp                                                               | Saalkirche                                                       |
| Funktion                                                             | Filialkirche                                                     |

Die Kirche Mariä Geburt ist eine römisch-katholische Filialkirche in Fulda-Istergiesel im osthessischen Landkreis Fulda, die zum Bistum Fulda gehört. Das Kirchengebäude ist am Stiller Weg 13 gelegen.
Die Filialkirche steht unter dem Patrozinium der Gottesmutter und ist ihrer Geburt geweiht (Fest am 8. September). Sie gehört seit 2006 zur Pfarrei St. Johannes der Täufer im Pastoralverbund Johannesberg im Dekanat Fulda. Das unter einem Satteldach gelegene Kirchenschiff ist eine Saalkirche.

## Geschichte
Aus einer Stiftung der Witwe Maria Anna Trossbach wurde 1865 die Mariä-Geburt-Kirche aus grob behauenem Werkstein erbaut. Ihr heutiges Erscheinungsbild erhielt sie bei einem Um- und Erweiterungsbau in den Jahren 1956–1961. Aus dieser Bauphase stammen das südliche Seitenschiff und der quadratische Glockenturm mit Zeltdach.
Vorgeschichte der Filialpfarrei:
- 1468 In alten Büchern sprechen Hinweise dafür, dass es in Istergiesel eine nach der hl. Maria Magdalena benannte Vikarie, die einem Theodor Reynold verliehen wurde, gegeben haben muss. Daraus lässt sich schließen, dass wohl eine kleine Kirche bzw. Kapelle vorhanden war, deren Errichtung noch im Dunkel der Geschichte legt.
- 1519 gehörte Istergiesel zur Pfarrei Johannesberg.
- 1708 zur Pfarrei Haimbach.
- 11. Januar 1786 bemühte sich die Gemeinde Istergiesel beim Fuldaer Fürstbischof Heinrich VIII. von Bibra (1759–1788) um die Genehmigung der Errichtung einer kleinen Betkapelle, die nicht von Erfolg gekrönt war.
- 1. Januar 1831 wurde unter Bischof Johann Adam Rieger (1828–1831) Istergiesel von der Pfarrei Haimbach getrennt und der Pfarrei St. Laurentius Giesel zugeordnet.

Siehe auch
- 1864 bemühte sich Istergiesel unter Pfarrer Graner und Bürgermeister Storch erneut eine Kapelle zu errichten.
- 1865 Den Bau der heutigen Kirche ermöglichte eine Stiftung in Höhe von 1500 Gulden von Maria Anna, der Witwe des Bauern Kaspar Trossbach aus Istergiesel, der am 8. August 1864 von der Kurfürstlichen Regierung der Provinz Fulda und in der Amtszeit von Bischof Christoph Florentius Kött (1848–1873) genehmigt wurde. Die Planung und der Bau erfolgten unter Landbaumeister Schmude. Der Kostenanschlag belief sich auf 766,19 Taler.
- 1865 Das Kirchengebäude entstand aus Sandsteinmauerwerk auf rechteckigem Grundriss 10,70 × 7,00 m groß und einer Traufhöhe von 4,90 m. Die Westseite endete in einem choränlichen 2,20 m stark abgeschrägten, winkligen Altarraum von 7,00 × 3,00 m Größe. Ein Türmchen krönte als Dachreiter mit einer Bronzeglocke mit dem Schlagton b. die Kapelle. Am Glockenhals steht zwischen zwei Zierstreifen folgende Inschrift: AVE MARIA GRATIA PLENA DOMINUS TECUM 1868 (Gruß dir, Maria, voll der Gnade, der Herr ist mit dir)
- 1910 erhielt die Kapelle unter Pfarrer Weigand einen hölzernen Altar mit zwei Figurennischen für die Gottesmutter mit dem Jesuskind rechts und in der linken für den hl. Josef.
- 1923 wurden unter Pfarrer Lechner in Verbindung mit dem Hochwürdigsten Generalvikariat in Istergiesel in den ungünstigen Jahreszeiten von November bis Ende März Sonn- und Feiertagsgottesdienste, die von den Franziskanerpatres vom Fuldaer Kloster Frauenberg zelebriert werden, genehmigt.
- 1927 wurde die Zahl der Gottesdienste in Istergiesel auf je 1 Sonntag oder Feiertag je Monat genehmigt. Ab welcher Zeit jeden Sonn- und Feiertag das ganze Jahr über eine Messe gelesen werden durfte, ist nicht mehr festzustellen.
- 1933 wurde eine Sakristei mit den Maßen 8,00 × 3,95 m westlich an das vorhandene Gotteshaus angebaut.
- 1949 erfolgte die Anschaffung von 2 Stahlglocken. Die größere Glocke trägt die Inschrift „Z. HL. JOSEF“. Die kleinere ist eine Marienglocke, die ihre kirchliche Weihe am 23. Oktober 1949 von Generalvikar Günther erhielt.

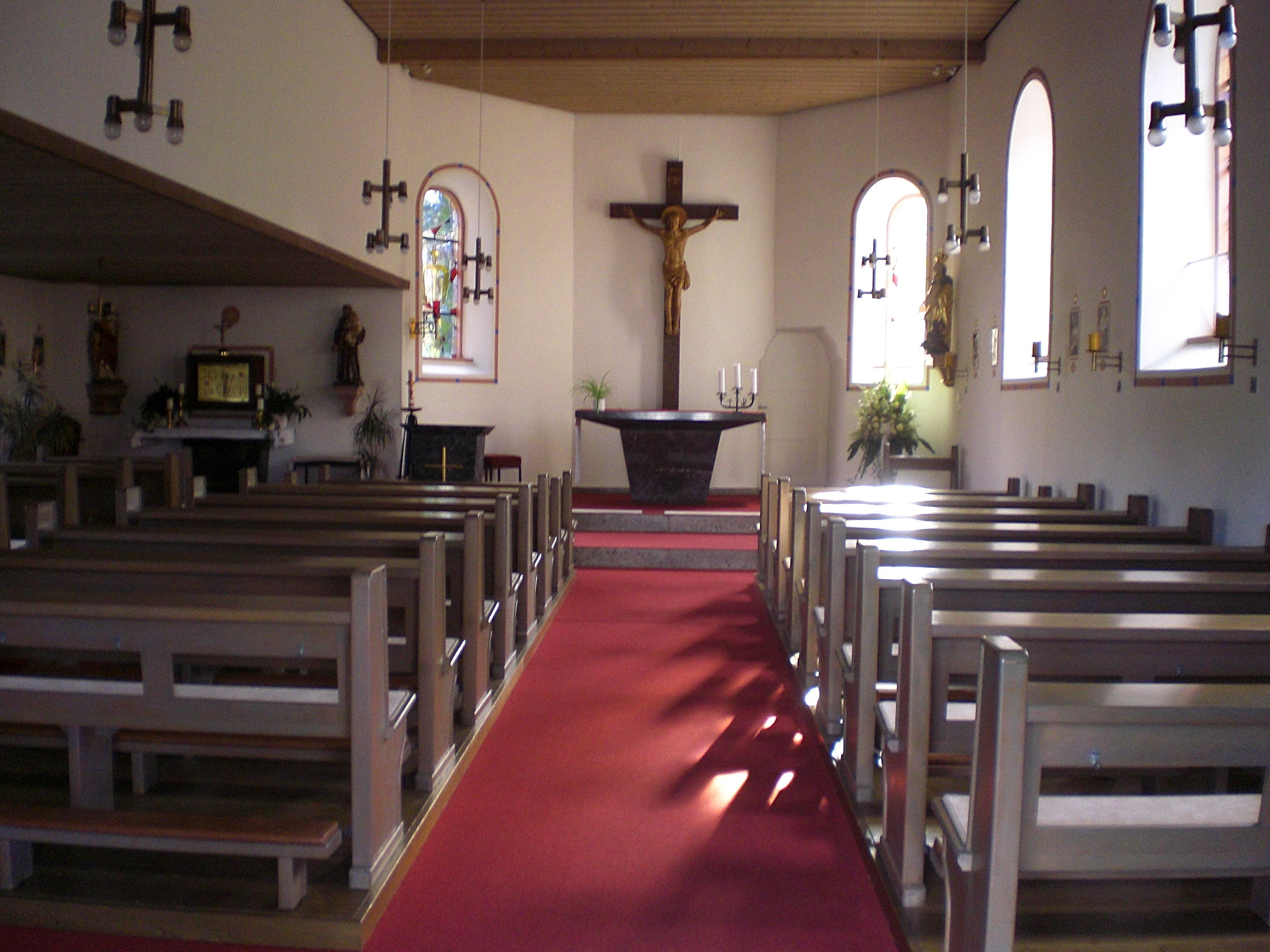
Innenansicht Richtung Altar

- 1957 erhielt die Kapelle für die inzwischen gewachsene Gemeinde unter Pfarrer Eduard Paul eine wesentliche Erweiterung des Kirchenraumes. Planender Architekt war Dipl.-Ing. H. Weber, Amöneburg. Er fügte ein ca. 5,00 m breites Seitenschiff nach Osten hin unter einem Frackdach an. Ein massiver Glockenturm wurde in den Anbau eingefügt und ersetzte das kleine ursprüngliche Glockentürmchen als mittiger Dachreiter aus 1865. Eine über den neuen Glockenturm erreichbare Empore wurde über dem Eingang eingefügt. Das Fassungsvermögen der Kapelle erhöhte sich auf jetzt 250 Gottesdienstbesucher.
- 1961 nach vierjähriger Bauzeit, die überwiegend durch freiwillige „Hand- und Spanndienste“ der Bürgerschaft erfolgte, wurde zum Patrozinium am 8. Sept. durch Generalvikar Joseph Plettenberg unter Pfarrer Josef Mönninger die feierliche Weihe vollzogen.

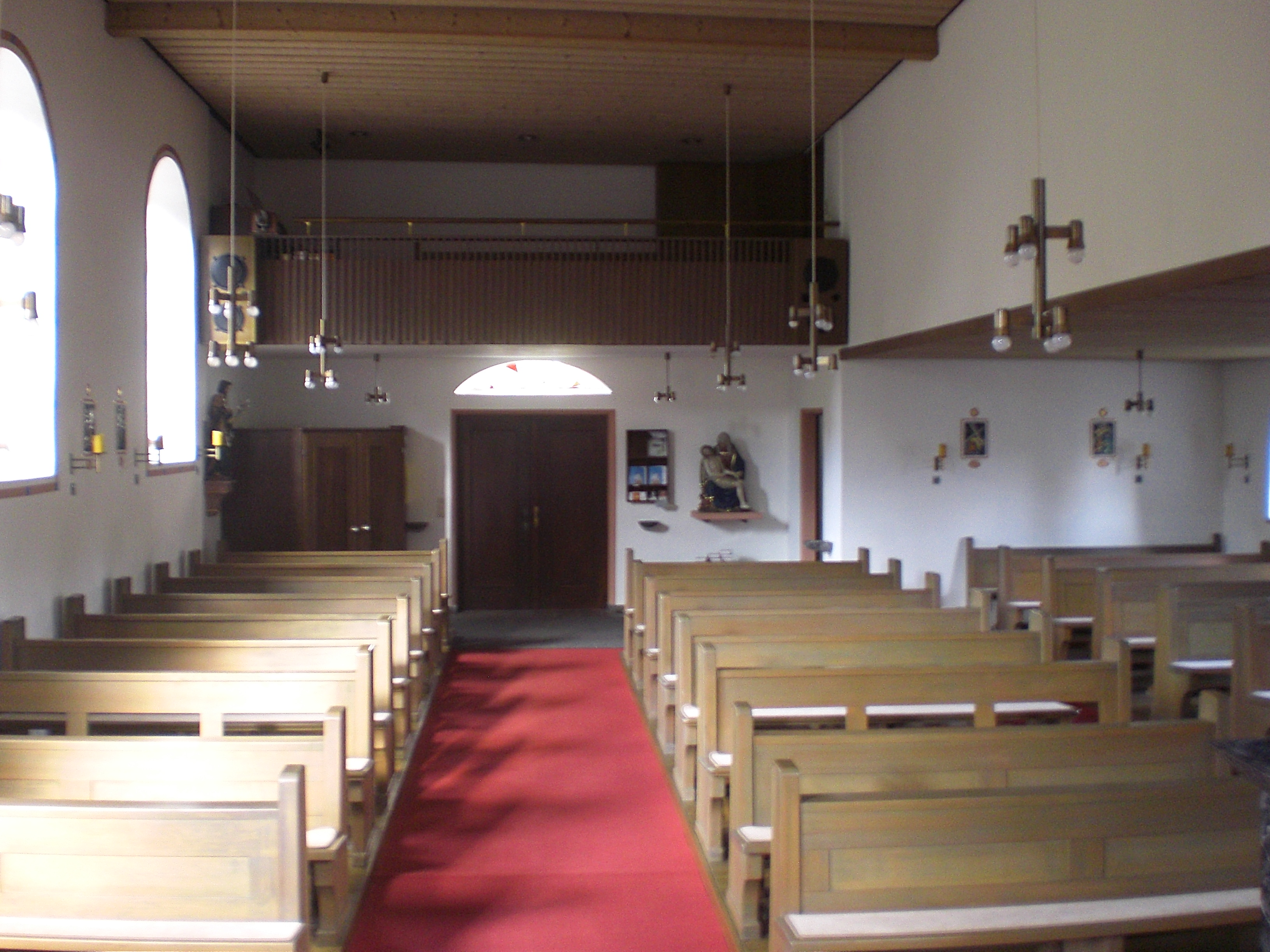
Innenansicht Richtung Empore

- 1965 erfolgte der Einbau einer Gasheizung.
- 1968 wurde das alte Harmonium durch eine elektrische Orgel ersetzt.
- 1985 erhielt die Filialkirche zwei neue Bronzeglocken, die die alten Eisenglocken aus dem Jahre 1949 ersetzten. Die beiden neuen Glocken wurden von der Glockengießerei Petit & Gebr. Edelbrock, Gescher, in den Schlagtönen d und fis gegossen. Sie tragen wieder den Namen Josef und Maria. Mit dem Einbau eines Läutewerkes ging die Zeit des manuellen Läutens in Istergiesel zu Ende.

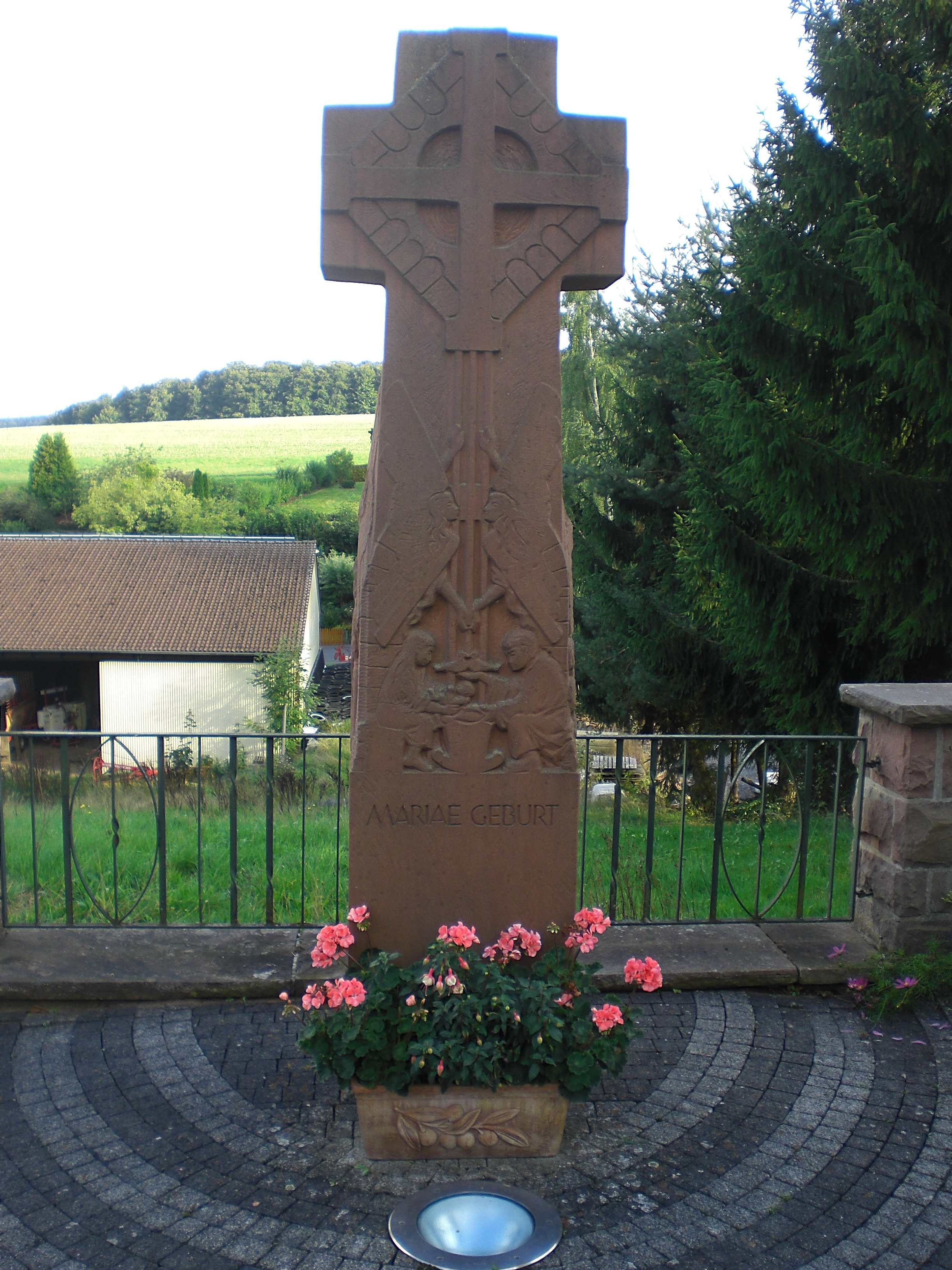
Der Bildstock „Mariä Geburt“ auf dem neu gestalteten Kirchplatz

- 2000 wurde bei der Neugestaltung des Kirchplatzes ein neuer Bildstock Der Bildstock „Mariä Geburt“ auf dem neu gestalteten Kirchplatz „Mariae Geburt“ vom Bildhauer Friedrich Pohl, Kassel, errichtet. Dieser gilt als Ersatz für einen verschollenen Bildstock, der auf einer alten Karte von 1722 auf dem heutigen Kirchplatz dargestellt war. Von dem Bildstock, über dessen Widmung nichts bekannt ist, gibt es keine Aufzeichnungen außer der Plandarstellung von 1722.

- 2006 wurde Istergiesel durch Bischof Heinz Josef Algermissen im Rahmen der Neugliederung des Bistums im Mai dem Pfarrverbund Johannesberg im Dekanat Fulda zugeordnet. Die Betreuung und Verwaltung der Filialgemeinde Istergiesel wird nunmehr von der Pfarrei St. Johannes d. Täufer, Johannesberg sichergestellt.
- Am 30. Januar 2016 vollendete der Pater Dr. Paulus Hägele OFM, Subsidiar (mitarbeitender Priester) in den Pfarreien St. Johannes d. Täufer in Johannesberg und St. Peter in Bronnzell sein 80. Lebensjahr. Mit seiner Verabschiedung endete auch die seit 1923 bestehende seelsorgerische Betreuung der Filialpfarrei Mariä Geburt durch die Franziskanerpatres vom Kloster Frauenberg in Istergiesel wegen des fehlenden Nachwuchses im Orden.

## Ausstattung
Mit dem Anbau in 1957 erfolgte auch die Umgestaltung des Altarraumes. An der Westseite hat die Kirche ein für ein Seitenschiff tiefer heruntergezogenes Frackdach. Die Altarwand wird von einem großen Holzkruzifix von Bildhauer Rudolf Fleck, Fulda, mit einem mit Glorienschein gekrönten Korpus geschmückt. Nach Aussagen eines Zeitzeugen stammt das Holz von einer zuvor gefällten großen Linde, die dem östlichen Anbau von 1957 weichen musste. Der Kreuzweg ist eine Majolikaarbeit aus der Kunstwerkstatt des Benediktinerklosters Maria Laach in der Eifel. Der neue Tabernakel fand links des Altarraumes seinen Platz.